# Kirche Crossen (Erlau)
Die evangelische Kirche Crossen (Erlau) ist eine im Kern romanische Saalkirche im Ortsteil Crossen von Erlau (Sachsen) im Landkreis Mittelsachsen in Sachsen. Sie gehört zur Kirchengemeinde Erlau im Kirchenbezirk Leisnig-Oschatz der Evangelisch-Lutherischen Landeskirche Sachsens.

## Geschichte und Architektur
Die romanische Saalkirche wurde um das Jahr 1500 mit Chor und Turm versehen, der Saal wurde im Jahr 1694 verändert. Restaurierungen wurden in den Jahren 1873, 1895 und 1964 durchgeführt. Das Bauwerk ist ein verputzter Bruchsteinbau mit auffallend kurzem Saal; der stark eingezogene, wesentlich niedrigere Chor ist gerade geschlossen. Am Chor finden sich Spitzbogenfenster, im Saal Korbbogenfenster. Der schwere Westturm ist über quadratischem Grundriss mit gekuppelten Spitzbogenfenstern und massiven Giebeln ausgebildet, als Abschluss dient ein kleiner achteckiger Dachreiter. Das Bauwerk wird an der Westseite durch ein Spitzbogenportal erschlossen.
Im Innern ist der Turm mit einem Tonnengewölbe geschlossen; Saal und Chor sind flachgedeckt. Einfache Emporen an drei Seiten, die an Nord- und Südseite zweigeschossig ausgebildet sind, umgeben den Raum. Ein hoher romanischer Triumphbogen führt zum Chor, an dessen Nordseite der Zugang zur flachgedeckten Sakristei angeordnet ist, flankiert von zwei Sakramentsnischen aus Rochlitzer Porphyr; die linke ist als großes rechteckiges Feld gestaltet, die rechte spitzbogig aus der Zeit um 1500, über der Tür ist ein Relief mit dem Kopf Christi angebracht.

## Ausstattung
Das Hauptstück der Ausstattung ist ein schlichter klassizistischer Säulenaltar in Weiß und Gold vom Ende des 18. Jahrhunderts. Das Altarbild zeigt eine Darstellung der Apostel Petrus und Paulus, die um 1930 aus zwei Flügeln eines wohl spätgotischen Altars zusammengesetzt und wahrscheinlich stark überarbeitet wurde.
Ein barocker Kanzelkorb mit gemalten, rustikalen Darstellungen des Salvator mundi und der Evangelisten stammt aus dem 18. Jahrhundert. Ein großer spätromanischer Taufstein besteht aus Rochlitzer Porphyr, erhalten ist die runde Kuppa mit Blendbögen vom Ende des 13. Jahrhunderts. Zwei spätgotische Schnitzfiguren unterschiedlicher Qualität stammen vom Anfang des 16. Jahrhunderts und stellen Maria Magdalena und die Heilige Katharina dar; eine zugehörige Anna selbdritt ging durch Diebstahl verloren. Ein Inschriftgrabstein aus Rochlitzer Porphyr wurde für Ernst von Miltitz († 1648) gesetzt, der von Sigismund von Schleinitz erstochen wurde.
Die Orgel ist ein Werk von Urban Kreutzbach aus dem Jahr aus dem Jahr 1895 mit heute 16 Registern auf zwei Manualen und Pedal, das im Jahr 1938 von Schmeisser und danach von Eule Orgelbau sowie 2009 von Christian Reinhold überarbeitet wurde.